# 国道443号
国道443号（こくどう443ごう）は、福岡県大川市から熊本県八代郡氷川町に至る一般国道である。

## 概要
平野部に交通量の多い区間がある。熊本県の山沿い地方の一部に自動車同士のすれ違い困難の箇所があるが、ほとんどの区間が道路を拡幅、改良されている。起点から福岡県柳川市までは国道208号と重複しているため、単独となる起点は柳川市である。柳川市と同県みやま市の間は戦前から舗装道路になるなど、古くからの主要区間でもある。

### 路線データ
一般国道の路線を指定する政令に基づく起終点および重要な経過地は次のとおり。
- 起点：大川市（しげあみ交差点 = 国道208号上）
- 終点：熊本県八代郡宮原町[注釈 2]（氷川町宮原交差点 = 国道3号交点、熊本県道25号宮原五木線起点、熊本県道156号鏡宮原線終点）
- 重要な経過地：柳川市、福岡県山門郡三橋町[注釈 3]、同郡瀬高町[注釈 4]、山鹿市、菊池市、熊本県菊池郡大津町、同県上益城郡御船町、同県下益城郡中央町[注釈 5]
- 総延長 : 135.0 km（福岡県 34.1 km、熊本県 98.5 km、熊本市 2.4 km）重用延長を含む。[2][注釈 6]
- 重用延長 : 33.5 km（福岡県 6.5 km、熊本県 27.0 km、熊本市 - km）[2][注釈 6]
- 未供用延長 : なし[2][注釈 6]
- 実延長 : 101.5 km（福岡県 27.6 km、熊本県 71.5 km、熊本市 2.4 km）[2][注釈 6]
  - 現道 : 90.4 km（福岡県 17.1 km、熊本県 71.2 km、熊本市 2.1 km）[2][注釈 6]
  - 旧道 : 0.5 km（福岡県 - km、熊本県 0.3 km、熊本市 0.3 km）[2][注釈 6]
  - 新道 : 10.6 km（福岡県 10.6 km、熊本県 - km、熊本市 - km）[2][注釈 6]
- 指定区間：国道208号、国道3号と重複する区間（福岡県大川市・しげあみ交差点（起点） - 柳川市・下百町交差点、熊本県山鹿市・西上町交差点 - 山鹿中央通り交差点）[3]

## 歴史
- 1982年（昭和57年）4月1日 - 一般国道443号（福岡県大川市 - 熊本県山鹿市）として指定される。福岡・熊本県道6号柳川南関線および福岡・熊本県道5号大牟田山鹿線の一部（熊本県玉名郡南関町 - 山鹿市の区間のみ）を統合して国道指定したものである（昭和56年政令第153号）。
- 1993年（平成5年）4月1日 - 熊本県山鹿市 - 熊本県八代郡宮原町（現：八代郡氷川町）を編入し、区間が福岡県大川市 - 熊本県八代郡宮原町となる（平成4年政令第104号）。追加指定された区間の旧県道路線は次のとおり。
  - 菊池郡大津町の一部：熊本県道36号熊本益城大津線
  - 菊池郡大津町から上益城郡甲佐町まで：熊本県道19号大津甲佐線
  - 上益城郡甲佐町から八代郡宮原町まで：熊本県道20号宮原甲佐線

## 路線状況

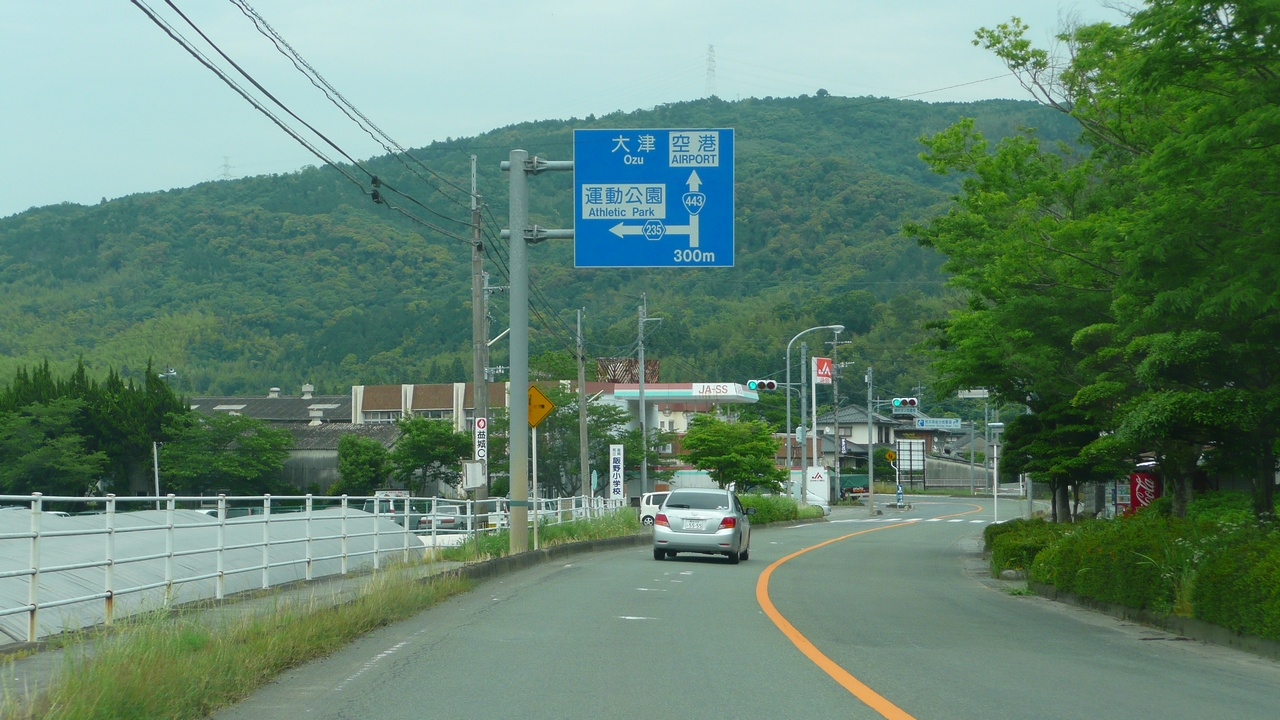
熊本県益城町

### バイパス
- 柳川バイパス
- 三橋瀬高バイパス

柳川市大和町徳益からみやま市瀬高町小川までのバイパス。国道208号バイパスである地域高規格道路・有明海沿岸道路を起点とする。終点で右折すると現道の南関方面であるが、直進すると福岡県道775号本吉小川線バイパスを経由して九州自動車道みやま柳川ICに接続する。
- 山川バイパス

みやま市山川町清水から山川町甲田までのバイパス。延長4,310 m。

### 重複区間
- 国道208号（福岡県大川市大字酒見・しげあみ交差点（起点） - 柳川市三橋町下百町・下百町交差点）
- 国道3号（熊本県山鹿市山鹿・西上町交差点 - 山鹿市中央通・山鹿中央通り交差点）
- 国道325号（熊本県山鹿市山鹿・西上町交差点 - 菊池郡大津町大字室・室交差点）
- 国道387号（熊本県菊池市隈府・下北原交差点 - 菊池市隈府・北原交差点）
- 国道445号（熊本県上益城郡御船町大字辺田見）
- 国道218号（熊本県下益城郡美里町小筵（こむしろ）・小筵交差点 - 下益城郡美里町佐俣）

### 道路施設

#### 橋梁
- 福岡県
  - 宮橋（大川市、国道208号重複区間内）
  - 四ノ坪橋（大川市、国道208号重複区間内）
  - 小坂井橋（大川市、国道208号重複区間内）
  - 蓮蒲池橋（柳川市、国道208号重複区間内）
  - 蓮蒲池橋（柳川市、国道208号重複区間内）
  - 矢ヶ部橋（柳川市、国道208号重複区間内）
  - 村中橋（柳川市、国道208号重複区間内）
  - 宮上橋（柳川市、国道208号重複区間内）
  - 高畑大橋（沖端川、柳川市、国道208号重複区間内）
  - 高畑橋（柳川市、国道208号重複区間内）
  - 黒橋（柳川市）
  - 田島橋（柳川市）
  - 宮前橋（柳川市）
  - 前橋（みやま市）
  - 瀬高橋（矢部川、みやま市）
  - 松田橋（みやま市）
  - 緑橋（みやま市）
  - 大根川橋（大根川、みやま市）
- 熊本県
  - 鍋田橋（岩野川、山鹿市）
  - 湯町橋（吉田川、山鹿市）
  - 梶屋橋（山鹿市、国道325号重複区間内）
  - 台橋（上内田川、山鹿市 - 菊池市、国道325号重複区間内）
  - 水次橋（迫間川、菊池市、国道325号重複区間内）
  - 菊池橋（菊池川、菊池市、国道325号重複区間内）
  - 飛熊橋（合志川、菊池市、国道325号重複区間内）
  - 上井手川橋（上井手川、菊池郡大津町、国道325号重複区間内）
  - 大津一号橋（熊本県道30号大津植木線・豊肥本線、菊池郡大津町、国道325号重複区間内）
  - 大津二号橋（国道57号、菊池郡大津町、国道325号重複区間内）
  - 上村橋（白川、菊池郡菊陽町）
  - 畑中橋（秋津川、上益城郡益城町）
  - 木倉太郎兵衛橋（矢形川、上益城郡御船町）
  - 妙見橋（御船川、上益城郡御船町）
  - 糸田橋（竜野川、上益城郡甲佐町）
  - 年称橋（下益城郡美里町、国道218号重複区間内）

#### トンネル
起点から
- 熊本県
  - 妙見坂隧道：延長150 m、1977年（昭和52年）竣工、上益城郡御船町
  - 尾園隧道：延長150 m、1987年（昭和62年）竣工、八代市
  - 古屋敷トンネル：延長118 m、1994年（平成6年）竣工、八代市

#### 道の駅
- 福岡県
  - みやま（みやま市）
- 熊本県
  - 七城メロンドーム（菊池市、国道325号重複区間内）
  - 旭志（菊池市、国道325号重複区間内）
  - 秘境の郷いずみ（八代市）
  - 東陽（八代市）

## 地理

### 通過する自治体
- 福岡県
  - 大川市 - 柳川市 - みやま市
- 熊本県
  - 玉名郡南関町 - 玉名郡和水町 - 山鹿市 - 菊池市 - 菊池郡大津町 - 菊池郡菊陽町 - 熊本市（東区） - 菊池郡菊陽町 - 上益城郡益城町 - 上益城郡御船町 - 上益城郡甲佐町 - 下益城郡美里町 - 八代市 - 八代郡氷川町

### 交差する道路
三橋瀬高バイパス区間については三橋瀬高バイパスを参照
| 交差する道路                                                                              | 都道府県名 | 市町村名 | 市町村名 | 交差する場所           | 交差する場所          |
| ----------------------------------------------------------------------------------------- | ---------- | -------- | -------- | ---------------------- | --------------------- |
| 国道208号 重複区間起点                                                                    | 福岡県     | 大川市   | 大川市   | 大字酒見               | しげあみ交差点 / 起点 |
| 福岡県道716号水田大川線 福岡県道765号鐘ヶ江酒見間線                                       | 福岡県     | 大川市   | 大川市   | 大字三丸               | 兼木交差点            |
| 福岡県道702号柳川城島線                                                                   | 福岡県     | 大川市   | 大川市   | 大字坂井               | 大坂井交差点          |
| 福岡県道769号新田西蒲池線                                                                 | 福岡県     | 大川市   | 大川市   | 大字坂井               | 大坂井交差点          |
| 福岡県道769号新田西蒲池線                                                                 | 福岡県     | 柳川市   | 柳川市   | 三橋町枝光             |                       |
| 福岡県道770号枝光今古賀線                                                                 | 福岡県     | 柳川市   | 柳川市   | 三橋町枝光             | 枝光交差点            |
| 国道385号 福岡県道770号枝光今古賀線 / バイパス                                            | 福岡県     | 柳川市   | 柳川市   | 三橋町柳河             | 蓮蒲池交差点          |
| 福岡県道23号久留米柳川線                                                                  | 福岡県     | 柳川市   | 柳川市   | 三橋町柳河             | 矢加部交差点          |
| 国道208号 重複区間終点                                                                    | 福岡県     | 柳川市   | 柳川市   | 三橋町下百町           | 下百町交差点          |
| 有明海沿岸道路 福岡県道772号徳益蒲船津線（一般部）                                        | 福岡県     | 柳川市   | 柳川市   | 三橋町蒲船津           | 三橋IC 蒲船津西交差点 |
| 福岡県道773号木元白鳥線                                                                   | 福岡県     | 柳川市   | 柳川市   | 三橋町白鳥             | 島田天満宮前交差点    |
| 福岡県道83号大和城島線                                                                    | 福岡県     | 柳川市   | 柳川市   | 三橋町棚町             | 御仁橋交差点          |
| 福岡県道89号瀬高久留米線 福岡県道96号八女瀬高線 重複区間起点                              | 福岡県     | みやま市 | みやま市 | 瀬高町上庄             |                       |
| 国道209号 福岡県道96号八女瀬高線 重複区間終点                                             | 福岡県     | みやま市 | みやま市 | 瀬高町下庄             | 恵比須町交差点        |
| 国道443号 / バイパス 福岡県道775号本吉小川線                                              | 福岡県     | みやま市 | みやま市 | 瀬高町小川             | 吉井交差点            |
| 福岡県道776号松田大江線                                                                   | 福岡県     | みやま市 | みやま市 | 瀬高町松田             | 松田東交差点          |
| 福岡県道774号飯江長田線                                                                   | 福岡県     | みやま市 | みやま市 | 山川町尾野             |                       |
| 福岡県道94号高田山川線                                                                    | 福岡県     | みやま市 | みやま市 | 高田町舞鶴             |                       |
| 熊本県道29号荒尾南関線                                                                    | 熊本県     | 玉名郡   | 南関町   | 大字関東（せきひがし） | 南関町関東交差点      |
| 熊本県道・福岡県道4号玉名八女線 重複区間起点                                              | 熊本県     | 玉名郡   | 南関町   | 大字関東               |                       |
| 熊本県道・福岡県道10号南関大牟田北線                                                      | 熊本県     | 玉名郡   | 南関町   | 大字関下               |                       |
| 熊本県道・福岡県道4号玉名八女線 重複区間終点                                              | 熊本県     | 玉名郡   | 南関町   | 大字小原               |                       |
| 熊本県道194号和仁菊水線                                                                   | 熊本県     | 玉名郡   | 和水町   | 大田黒                 | 和水町大田黒交差点    |
| 熊本県道・福岡県道6号玉名立花線                                                           | 熊本県     | 玉名郡   | 和水町   | 津田                   |                       |
| 熊本県道315号竈門菰田山鹿線                                                               | 熊本県     | 山鹿市   | 山鹿市   | 鍋田                   | 山鹿市鍋田交差点      |
| 熊本県道330号熊本山鹿自転車道線                                                           | 熊本県     | 山鹿市   | 山鹿市   | 石                     |                       |
| 熊本県道195号和仁山鹿線                                                                   | 熊本県     | 山鹿市   | 山鹿市   | 石                     |                       |
| 国道3号 重複区間起点 国道325号 重複区間起点 熊本県道200号畑中山鹿線                       | 熊本県     | 山鹿市   | 山鹿市   | 山鹿                   | 西上町交差点          |
| 国道3号 重複区間終点 熊本県道16号玉名山鹿線                                               | 熊本県     | 山鹿市   | 山鹿市   | 中央通                 | 山鹿中央通り交差点    |
| 熊本県道301号方保田山鹿線                                                                 | 熊本県     | 山鹿市   | 山鹿市   | 山鹿                   | 山鹿市上広町交差点    |
| 熊本県道198号田底鹿本線                                                                   | 熊本県     | 山鹿市   | 山鹿市   | 鹿本町御宇田           | 鹿本町御宇田交差点    |
| 熊本県道197号津留鹿本線                                                                   | 熊本県     | 山鹿市   | 山鹿市   | 鹿本町来民             |                       |
| 大分県道・熊本県道9号日田鹿本線 熊本県道138号辛川鹿本線                                   | 熊本県     | 山鹿市   | 山鹿市   | 鹿本町来民             | 鹿本町来民交差点      |
| 熊本県道37号熊本菊鹿線                                                                    | 熊本県     | 菊池市   | 菊池市   | 七城町台               |                       |
| 熊本県道139号旭志鹿本線                                                                   | 熊本県     | 菊池市   | 菊池市   | 七城町辺田             | 七城町辺田交差点      |
| 国道387号 重複区間起点 熊本県道18号菊池鹿北線                                             | 熊本県     | 菊池市   | 菊池市   | 隈府                   | 下北原交差点          |
| 国道387号 重複区間終点                                                                    | 熊本県     | 菊池市   | 菊池市   | 隈府                   | 北原交差点            |
| 熊本県道139号旭志鹿本線 重複区間起点                                                      | 熊本県     | 菊池市   | 菊池市   | 赤星                   | 赤星交差点            |
| 熊本県道139号旭志鹿本線 重複区間終点                                                      | 熊本県     | 菊池市   | 菊池市   | 森北                   |                       |
| 熊本県道204号西古閑泗水線 菊池広域農道 / 菊池グリーンロード 重複区間起点                  | 熊本県     | 菊池市   | 菊池市   | 森北                   |                       |
| 熊本県道329号原植木線                                                                     | 熊本県     | 菊池市   | 菊池市   | 旭志伊坂               | 旭志伊坂交差点        |
| 菊池広域農道 / 菊池グリーンロード 重複区間終点                                            | 熊本県     | 菊池市   | 菊池市   | 旭志伊坂               | 旭志伊坂交差点        |
| 熊本県道49号熊本大津線                                                                    | 熊本県     | 菊池郡   | 大津町   | 大字杉水               |                       |
| 熊本県道30号大津植木線 重複区間起点 熊本県道341号大津西合志線                             | 熊本県     | 菊池郡   | 大津町   | 大字室                 |                       |
| 熊本県道30号大津植木線 重複区間終点                                                       | 熊本県     | 菊池郡   | 大津町   | 大字室                 |                       |
| 国道57号 国道325号 重複区間終点                                                           | 熊本県     | 菊池郡   | 大津町   | 大字室                 | 大津町室交差点        |
| 熊本県道36号熊本益城大津線 熊本県道202号矢護川大津線 熊本県道207号瀬田竜田線 重複区間起点 | 熊本県     | 菊池郡   | 大津町   | 大字下町               | 下町交差点            |
| 熊本県道207号瀬田竜田線 重複区間終点                                                      | 熊本県     | 菊池郡   | 菊陽町   | 大字久保田             | 菊陽町久保田交差点    |
| 熊本県道145号瀬田熊本線                                                                   | 熊本県     | 菊池郡   | 菊陽町   | 大字馬場楠             | 馬場楠交差点          |
| 熊本県道209号曲手原水線                                                                   | 熊本県     | 菊池郡   | 菊陽町   | 大字曲手               |                       |
| 熊本県道103号熊本空港線 重複区間起点                                                      | 熊本県     | 菊池郡   | 菊陽町   | 大字曲手               | 空港入口交差点        |
| 熊本県道138号辛川鹿本線                                                                   | 熊本県     | 菊池郡   | 菊陽町   | 大字辛川               |                       |
| 熊本県道103号熊本空港線 重複区間終点                                                      | 熊本県     | 熊本市   | 東区     | 小山町                 |                       |
| 熊本県道36号熊本益城大津線                                                                | 熊本県     | 菊池郡   | 菊陽町   | 大字平田               | 平田交差点            |
| 熊本県道28号熊本高森線                                                                    | 熊本県     | 上益城郡 | 益城町   | 大字寺迫               | 寺迫交差点            |
| 熊本県道235号益城菊陽線                                                                   | 熊本県     | 上益城郡 | 益城町   | 大字砥川               |                       |
| 熊本県道232号小池竜田線                                                                   | 熊本県     | 上益城郡 | 益城町   | 大字小池               |                       |
| E77 九州中央自動車道                                                                      | 熊本県     | 上益城郡 | 御船町   | 大字高木               | 1 小池高山IC          |
| 熊本県道221号田代御船線                                                                   | 熊本県     | 上益城郡 | 御船町   | 大字木倉               |                       |
| 国道445号 重複区間起点                                                                    | 熊本県     | 上益城郡 | 御船町   | 大字辺田見             |                       |
| 国道445号 重複区間終点                                                                    | 熊本県     | 上益城郡 | 御船町   | 大字辺田見             | 辺田見交差点          |
| 熊本県道38号宇土甲佐線                                                                    | 熊本県     | 上益城郡 | 甲佐町   | 大字糸田               | 糸田交差点            |
| 熊本県道240号今吉野甲佐線                                                                 | 熊本県     | 上益城郡 | 甲佐町   | 大字有安               | 甲佐町有安交差点      |
| 熊本県道152号稲生野甲佐線                                                                 | 熊本県     | 上益城郡 | 甲佐町   | 大字横田               |                       |
| 熊本県道105号甲佐小川線 熊本県道220号三本松甲佐線                                         | 熊本県     | 上益城郡 | 甲佐町   | 大字豊内               |                       |
| 国道218号 重複区間起点                                                                    | 熊本県     | 下益城郡 | 美里町   | 小筵（こむしろ）       | 小筵交差点            |
| 国道218号 重複区間終点                                                                    | 熊本県     | 下益城郡 | 美里町   | 佐俣                   |                       |
| 熊本県道52号小川泉線                                                                      | 熊本県     | 八代市   | 八代市   | 泉町下岳               |                       |
| 熊本県道155号氷川八代線 重複区間起点                                                      | 熊本県     | 八代市   | 八代市   | 東陽町北               |                       |
| 熊本県道25号宮原五木線 重複区間起点 熊本県道155号氷川八代線 重複区間終点                  | 熊本県     | 八代市   | 八代市   | 東陽町南               | 東陽町南交差点        |
| 国道3号 熊本県道25号宮原五木線 重複区間終点 熊本県道156号鏡宮原線                         | 熊本県     | 八代郡   | 氷川町   | 宮原                   | 宮原交差点 / 終点     |

### 交差する鉄道
- 西鉄天神大牟田線
- 鹿児島本線
- 九州新幹線
- 豊肥本線